# Tyrl'jacha
La Tyrl'jacha (in russo Тырльяха?) è un fiume della Russia siberiana occidentale, affluente di sinistra dell'Etypur. Scorre nel Circondario autonomo Jamalo-Nenec.
Il fiume scorre con direzione nord-orientale in una zona paludosa, piena di laghi del bassopiano della Siberia settentrionale; sfocia nell'Etypur a 53 km dal congiungimento di quest'ultimo con l'Erkalnadejpur. La lunghezza del fiume è di 158 km; il bacino è di 997 km². Il fiume non incontra centri urbani in tutto il suo corso.